# Scars on Broadway

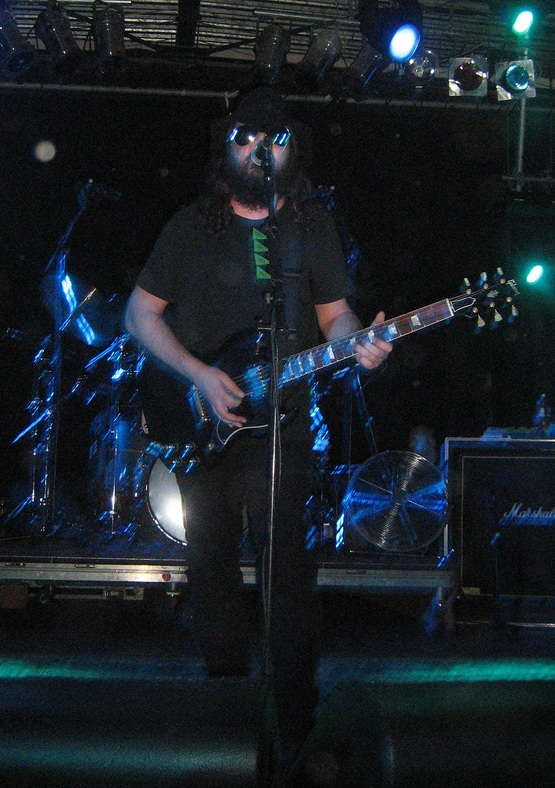
Daron Malakian 2008

Scars on Broadway je kapela kytaristy System Of A Down, Darona Malakiana. Skupina byla původně založena již v roce 2003. Projekt vydal několik demo-písní (mezi nimi první verzi B.Y.O.B.), bohužel o tuto skladbu vznikla hádka, která vedla k soudu, který vyhrál Malakian. K oprášení projektu Scars On Broadway se vrátil s novými členy v roce 2007, kdy začali nahrávat novou muziku. Debutové album Scars On Broadway vyšlo 28. července 2008. Během čekání na druhé album Malakian opět spolupracoval se SOAD. 23. dubna 2018, Malakian oznámil první singl ''Lives'' brzy na to oznámil i druhý singl "Dictator" z chystaného novém alba. Skupina si také prošla proměnou co se týče členů i samotného názvu skupiny, který byl nyní Daron Malakian and Scars on Broadway. Druhé album  Dictator, pak vyšlo 20. července 2018.

## 2003 Projekt Scars on Broadway a soudní spor
V roce 2003 Daron Malakian (hlavní vokály a hlavní kytara), Greg Kelso (rytmická kytara), Shavo Odadjian (baskytara), Casey Chaos (vokály) a Zach Hill (bubeník) založili hudební projekt, kterému říkali Scars on Broadway a nahráli první dema pod názvem "Ghetto Blaster Rehearsals". Spolupráce však skončila tvůrčím rozporem mezi Daronem Malakianem a Casey Chaosem. Casey nakonec celou záležitost eskaloval k soudnímu sporu, protože se cítil jako spoluautor hitu "B.Y.O.B.", který se později dostal na album "Mezmerize" od skupiny System Of a Down. Soud tedy zkoumal okolnosti vzniku hitu "B.Y.O.B." a rozhodl ve prospěch Malakiana, který tuto píseň napsal. 

## 2007-2011 První album Scars on Broadway
V roce 2007 zformoval Daron Malakian nové členy a založil nový Scars on Broadway. Mezi členy kapely byli Franky Perez, Dominic Cifarelli, Danny Shamoun a jeho kolega ze SOAD John Dolmayan. 
28. března 2008 vyšel na oficiálních stránkách a Myspace profilu kapely první singl z nadcházejícího alba, "They Say". Druhý singl s názvem "Chemicals" spatřil světlo světa 8. července 2008.  
28. července 2008 vydávají své debutové album "Scars on Broadway". 
V srpnu 2009 členové Scars on Broadway odcestovali do Iráku, kde zahráli v kasárnách pro vojáky různé covery ale i své písně.
31. října 2009 - Malakian, Perez, Dolmayan, a Shavo Odadjian (SOAD), zahráli na "Odadjian's Holloween party" v klubu Roxy v Los Angeles. Zahráli píseň SOAD "Suite-Pee" a píseň SoB "They Say".
29. července 2010 vyšel nový song "Fucking".
20. srpna 2010 Scars on Broadway, zahrály na vyprodané show v The Avalon in Hollywood. Zahrály také "Fucking", "Talkin' Shit", "Hungry Ghost". Zahrály také cover od skupiny Skinny Puppy "Assimilate" . Shavo Odadjian doprovodil kapelu na poslední písně "Cute Machines" a "They Say". Daron hrál na kytaře Gibson Flying V .
14. března 2011 Greg Watermann (fotograf System Of A Down) vypustil klip "Fucking" sestříhaný hlavně z vystoupení z Avalonu.

## 2012–přítomnost Comeback, druhé album a nejasná budoucnost
11. ledna 2012 SoB slíbily, že nové album bude v létě, což se nestalo a začala dlouhá doba, kdy se nové album odkládalo a odkládalo. Také se mluvilo, že název pro druhé album by mohlo být "Disease".
24. února 2012 na oficiálních stránkách skupiny se objevila nová grafika a kousek písně "Guns Are Loaded".
22. září 2012 Scars On Broadway vystoupili v Epicenter Festival, ovšem bez Johna Dolmayana a Frankyho Pereze. Naopak byl to první koncert pro nového bubeníka Julese Pampenu.
V roce 2018 se změnil název kapely na "Daron Malakian and Scars on Broadway" a byla představena nová sestava skupiny, která se nyní skládala z Niko Chantziantoniou, Orbel Babayan (Viza) a gruzínce žijícího od 12 let v Česku Romana Lomtadze.
23. dubna 2018 uvedl Malakian nový singl "Lives" a oznámil nové album "Dictator" na 20. července 2018. V toto datum   po dlouhých odkladech druhé album skutečně vyšlo. V rozhovoru pak Malakian vysvětloval proč po roce 2012 vše utichlo, bylo to proto, že si Daron Malakian šetřil materiál pro případné nové album se skupinou System Of A Down. Také sliboval, že by brzo mohlo vyjít rovnou i třetí album, protože má hodně materiálu. Malakian se však od té doby opět nijak veřejně neozval k budoucnosti Scars, kromě připomínání výročí písní nebo nového merche.
6. června 2025 představil Malakian na sociálních sítích novou píseň  "Killing Spree" a zároveň prozradil, že nové album se bude jmenovat Addicted to the Violence a vyjde 18. července. 

## Členové

### Současní členové
- Daron Malakian: zpěv / kytara
- Roman Lomtadze: bicí
- Orbel Babayan: kytara
- Niko Chantziantoniou: baskytara

### Dřívější členové
- John Dolmayan: bicí
- Franky Perez: zpěv / kytara
- Danny Shamoun: klávesy / perkuse
- Dominic Cifarelli: baskytara
- Jules Pampena: bicí

## Alba
- 2008 Scars on Broadway
- 2018 Dictator
- 2025 Addicted to the Violence

## Videografie
- 2008 They Say – režie Paul Minor
- 2008 World Long Gone – režie Joel Schumacher
- 2018 Lives – režie Hayk Matevosyan